# Viață, primele semne
Viață, primele semne (titlu original: Life) este un film american din 2017 regizat de Daniel Espinosa. Scenariul este scris de Rhett Reese și Paul Wernick. Rolurile principale au fost interpretate de actorii Jake Gyllenhaal, Rebecca Ferguson și Ryan Reynolds.

## Prezentare
Filmul prezintă șase membrii ai Stației Spațiale Internaționale care, după ce capturează o sondă spațială care se întoarce de pe planeta Marte, descoperă existența vieții extraterestre. Cu toate acestea, noua descoperire este o amenințare asupra vieții terestre.

## Distribuție
- Jake Gyllenhaal - Dr. David Jordan, American, senior medical officer
- Rebecca Ferguson - Dr. Miranda North, British, Quarantine officer
- Ryan Reynolds - Rory "Roy" Adams, American, system engineer
- Hiroyuki Sanada - Sho Murakami, Japanese, pilot of the International Space Station
- Ariyon Bakare - Hugh Derry, British, biologist
- Olga Dihovichnaya - Ekaterina Golovkina, Russian, commander of the International Space Station crew
- Alexander Nguyen - 1st Fisherman
- Hiu Woong-Sin - 2nd Fisherman

## Producție
Filmările au început la 19 iulie 2016  la Londra la Shepperton Studios. Cheltuielile de producție s-au ridicat la 58 milioane $.

## Primire
A avut încasări de 73,9 milioane $.